# Quya Reyna
Reyna Maribel Suñagua Copa, más conocida como Quya Reyna (El Alto, Bolivia el 18 de febrero de 1995) es una escritora, investigadora y comunicadora aimara nacida en  Bolivia.

## Biografía
Es hija de Filomeno Suñagua Suxo y Adela Copa Copa. Creció en una familia de comerciantes minoristas. Estudió en la Escuela Superior de Formación de Maestros Simón Bolívar de La Paz y egresó de la carrera de Comunicación Social de la Universidad Mayor de San Andrés.
Según Eva Yapura Velásquez, Quya Reyna se ha convertido en líder de opinión pública de las nuevas generaciones alteñas.

## Obra
- Los hijos de Goni (Sobras Selectas, 2022, La Paz)[1]
- Reyna firmando autógrafos en abril de 2022.

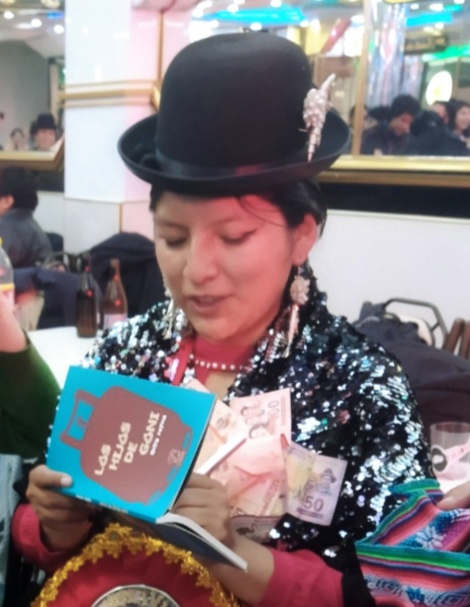
Reyna firmando autógrafos en abril de 2022.

La narrativa es una de las áreas de trabajo de Suñagua. El título de su libro: Los hijos del Goni hace referencia al nombre popular con el que se conocía al expresidente de Bolivia Gonzalo Sánchez de Lozada, obligado a renunciar durante su segundo mandato, tras las fuertes manifestaciones sociales durante la llamada Guerra del Gas (Bolivia), evento que tuvo como protagonistas a los movimientos sociales de la ciudad de El Alto, durante esta crisis política al menos 60 personas perdieron la vida en esta ciudad por acciones del Estado. La narrativa de Suñagua, fuertemente autobiográfica se desarrolla en esta ciudad y narra su niñez.
Las reflexiones planteadas por Suñagua giran en torno a la cultura aimara y el impacto de su población de manera local y a través de los desplazamientos que realizan en todo el territorio boliviano, algunas de sus declaraciones al respecto han generado polémicas.
Su obra fue presentada en las ciudades más pobladas de Bolivia: El Alto, Cochabamba, La Paz y Santa Cruz.